# Leucochlaena hirsuta
Leucochlaena hirsuta är en fjärilsart som beskrevs av Otto Staudinger 1891. Leucochlaena hirsuta ingår i släktet Leucochlaena och familjen nattflyn. Inga underarter finns listade i Catalogue of Life.